# マリオ・チェッキ・ゴーリ
マリオ・チェッキ・ゴーリ（Mario Cecchi Gori、1920年3月21日 - 1993年11月5日）は、イタリアの映画プロデューサーであり企業グループのオーナーである。生涯で200本以上の映画作品を製作した。ダミアーノ・ダミアーニ、エットーレ・スコラといった監督の作品、ディーノ・リージ監督の『追い越し野郎』や『怪物たち』といった「イタリア式コメディ」の代表作のプロデュースで知られる。

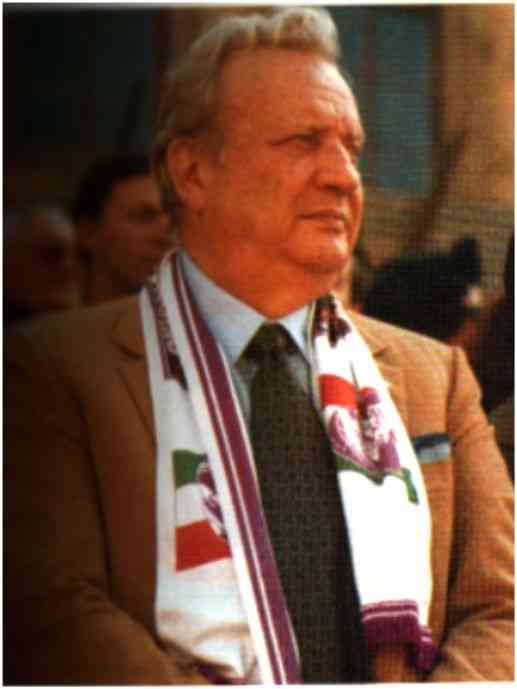
マリオ・チェッキ・ゴーリ

## 来歴・人物
1920年、イタリア・ロンバルディア州ブレシア県の県都ブレシアに生まれる。
1951年、ディーノ・リージ監督の長篇デビュー作『ギャングと過ごすヴァカンス Vacanze col gangster』（マンブレッティ社製作、日本未公開）のアソシエイト・プロデューサーとして、初めて映画にその名をクレジットされる。
1950年代、「マクシマ・フィルム」社で製作主任、ついでプロデューサーとしてステーノ作品を多く手がけたのち、1960年、映画製作配給会社「フェア・フィルム」を設立する。設立第一作はディーノ・リージ監督の『ローマの恋』（1960年）である。以降、リージ作品を主体に「イタリア式コメディ」を量産する。同社は1973年を前後して役割を終え、製作主体を「キャピタル・フィルム」社に移行する。
1987年、映画配給会社チェッキ・ゴーリ・グループを設立。傘下にタイガー・チネマトグラフィカ等の製作会社をもつ企業グループである。
1991年、ガブリエレ・サルヴァトレス監督の『エーゲ海の天使』で、アカデミー外国語映画賞を受賞。ジャンニ・アメリオ監督の『ラメリカ Lamerica』で1994年度のヨーロッパ映画賞最優秀作品賞を受賞した。1995年のマイケル・ラドフォード監督の映画『イル・ポスティーノ』は、第68回アカデミー賞アカデミー作品賞にノミネートされたが、イタリア映画では初めてのことであった。
1990年から死去するまで、サッカークラブチーム「フィオレンティーナ」の代表をつとめた。
1993年11月5日、ローマで死去。77歳没。1980年以降、父親との共同プロデューサーをつとめてきた息子のヴィットリオ・チェッキ・ゴーリ（1942年 - ）が企業群チェッキ・ゴーリ・グループの経営を引き継いだ。

## おもなフィルモグラフィ
※初期2作を除いてすべてプロデューサーである。
- ギャングと過ごすヴァカンス Vacanze col gangster　1951年　監督ディーノ・リージ
- Susanna tutta panna　1957年　製作主任　監督ステーノ、プロデューサーカルロ・ポンティ
- 夏物語 Racconti d'estate　1958年　監督ジャンニ・フランチョリーニ
- La Mina　1958年　監督ジュゼッペ・ベンナーティ
- Totò nella luna　1958年　監督ステーノ
- I tartassati　1959年　監督ステーノ
- Tempi duri per i vampiri　1959年　監督・脚本ステーノ、共同脚本マルチェロ・フォンダート
- Femmine tre volte　1959年　製作主任　監督ステーノ、プロデューサー カルロ・ポンティ
- Il Mattatore　1960年　監督ディーノ・リージ　※第10回ベルリン国際映画祭コンペティション部門上映

フェア・フィルム時代
- ローマの恋 Un amore a Roma　1960年　監督ディーノ・リージ
- 追い越し野郎 Il sorpasso　1962年　監督ディーノ・リージ
- 怪物たち I mostri　1963年　監督ディーノ・リージ
- リーザの恋人　1964年　監督ジェルマン・ロレンテ
- もしお許し願えれば女について話しましょう　1964年　監督エットーレ・スコラ
- カロリーナ Il Tigre　1967年　監督ディーノ・リージ
- 夜の刑事　1969年　監督ロモロ・グエリエリ
- ゆかいな結婚　1970年　監督ルチアーノ・サルチェ
- 傷だらけの刑事　1973年　監督ロモロ・グエリエリ
- 進撃0号作戦　1973年　監督セルジオ・コルブッチ

キャピタル・フィルム時代
- サンド・バギー ドカンと3発 ...altrimenti ci arrabbiamo!　1975年　監督マルチェロ・フォンダート
- 復讐の銃弾　1974年　監督エンツォ・G・カステラーリ
- ブラッフ　1976年　監督セルジオ・コルブッチ
- 白熱マフィア戦争/皆殺しの抗争　1977年　監督パスクァーレ・スクイティエリ
- 警告　1980年　監督ダミアーノ・ダミアーニ

ヴィットリオ・チェッキ・ゴーリと共同プロデュース時代
- 類猿人ビンゴ・ボンゴ　1982年　監督パスクァーレ・フェスタ・カンパニーレ
- 実録マフィア戦争/暗黒の首領　1985年　監督ダミアーノ・ダミアーニ
- ギャンブル/愛と復讐の賭け　1988年　監督カルロ・ヴァンツィーナ
- 聖なる酔っぱらいの伝説　1988年　製作総指揮 監督エルマンノ・オルミ
- オペラ座/血の喝采　1988年　監督ダリオ・アルジェント
- BARに灯ともる頃　1989年　監督エットーレ・スコラ
- ルシカム/KGB・赤い狙撃者　1989年　監督パスクァーレ・スクイティエリ
- マリーナの甘い生活　1989年　監督カルロ・ヴァンツィーナ
- ブガッティ・ロワイヤルの女　1989年　監督マッシモ・ググリエルミ
- スプレンドール　1989年　監督エットレ・スコーラ
- ボイス・オブ・ムーン　1990年　監督フェデリコ・フェリーニ
- パレルモ　1990年　監督フランチェスコ・ロージ
- ジョニーの事情/JOHNNY2　1991年　監督ロベルト・ベニーニ
- エーゲ海の天使　1991年　監督ガブリエーレ・サルヴァトレス
- 地獄の女スナイパー　1992年　監督ダミアーノ・ダミアーニ
- サイレント・ラブ　1992年　監督ルカ・ベルドネ
- Oh!大迷惑?!　1992年　製作総指揮　監督テッド・コッチェフ
- 尼僧の恋/マリアの涙　1993年　監督フランコ・ゼフィレッリ
- 記憶の扉　1994年　監督ジュゼッペ・トルナトーレ
- イル・ポスティーノ　1994年　監督マイケル・ラドフォード
- いつかきた道　1998年　監督ジャンニ・アメリオ

## 関連事項
- チェッキ・ゴーリ・グループ（Cecchi Gori Group）